# 鹿島丈博
鹿島 丈博（かしま たけひろ、1980年7月16日 - ）は、日本の元男子体操競技選手で、現在は指導者、スポーツ科学者。

## 略歴
大阪府大阪市生まれ。3歳から体操を始める。
1995年（平成7年）、中学3年生のとき、特別推薦で全日本選手権に出場し、同大会のあん馬を男子史上最年少の15歳で制した。
2003年（平成15年）の世界体操選手権では日本体操史上初めてあん馬で優勝した。他に鉄棒でも優勝、団体でも銅メダルを獲得。日本体操界久々の快挙であり、翌年のオリンピックへの期待が高まった。
アテネオリンピックでは団体で優勝、種目別でもあん馬で3位に輝いた。
アテネオリンピック後、怪我に悩ませられる。2006年（平成18年）1月に慢性的な痛みを抱えていた左肩の手術に踏み切り、同年のオーフス世界選手権を断念。手術は成功し、リハビリを経て、同年ワールドカップ決勝大会で復帰戦を飾る。しかし、2007年（平成19年）9月のシュトゥットガルト世界選手権の代表に選ばれたものの、ドイツの直前合宿で、あん馬の練習中に当時E難度(現在はD難度)のショーン(メリゴーランド：1ポメル上で片腕支持上向き360°転向)から、次の技に移行しようとして左手を器具の金属部分に強打。左手の甲を骨折して、代表チームから、緊急帰国し、手術となった。このシュッツガルト世界選手権では補欠だった水鳥寿思が出場し、4個のメダルをとった。
この怪我のため、2007年（平成19年）10月の北京オリンピック1次選考会の出場はできなかったが、これまでの実績が考慮され、2次選考会に出場。2次選考会とその後のNHK杯において、あん馬は他を寄せつけぬ強さをみせ、北京オリンピック代表に選出された。五輪本番では、あん馬での金メダルが期待されたが、種目別予選も兼ねた団体予選でのあん馬において、ショーン(メリゴーランド)の演技中にまさかの落下。あん馬での決勝進出を逃す。
団体決勝のあん馬においては、ショーン(メリゴーランド)を封印。技の難度をおとし(Aスコア6.6から6.3)、無難にまとめ、鹿島にしては低いものの15.575の高得点をマークし、金メダルは逃したが、団体での銀メダルを獲得した。
2008年（平成20年）10月末に引退を表明し、同年11月の豊田国際体操競技大会を最後に引退した。なお同学年で同じ所属の冨田洋之も同じ時期に引退を表明している。
引退後、2009年（平成21年）4月より大東文化大学専任講師。また、日本体操協会のロンドン五輪強化本部委員にも就任した。
2023年（令和5年）6月、日本体操協会理事・副会長に就任。また、日本スポーツ協会理事に就任。2025年（令和7年）6月、日本体操協会専務理事に就任。

## 特徴
得意種目はあん馬。日本勢初の世界チャンピオンに輝き「あん馬の申し子」と謳われた。
膝とつま先まで伸びた体の線の美しさと、体操選手としては比較的長身である169cmの身長を生かしたダイナミックで雄大な演技が特徴。身長の分だけ、それを支える筋力が必要という。
また、足の長さは股下86cm、手の長さも64cmあり、肩幅があん馬選手としては狭い40cmという利点もある。その恵まれた体で、日本のあん馬の歴史を塗り替えてきた。

## その他
- マック体操クラブではマスコット的存在だったらしい。（城間晃コーチ談）
- 体操を始めた頃は、練習に行くたびに泣いていて、やめたいと洩らしたこともあったが、小5の頃に「オリンピックにでるまで止めない」と決めた。
- 高校生のころ、背が伸びはじめ、筋肉の成長が追いつかず、伸び悩んだ。
- 筋肉がつきにくいタイプであり、力技である吊り輪は苦手である。
- 2006年5月に1歳下の女性と結婚した[9]。
- 2007年の左手甲骨折の手術の際に左手の薬指にもメスを入れたことで太くなったため、結果的に結婚指輪がはめられなくなった。
- 冨田洋之選手とはJr時代から現在まで高校を除いて所属が同じである。

## 年譜・戦歴
- 1983年、マック体操クラブで体操を始める。
- 1987年4月、大阪市立長池小学校に入学。
- 1993年4月、大阪市立昭和中学校に入学。
- 1994年、全国中学選手権で優勝。
- 1995年、全国中学選手権を2連覇。
- 1995年11月、特例措置で出場した全日本選手権の種目別あん馬で男子史上最年少優勝。
- 1995年12月、毎日スポーツ人賞新人賞を受賞。
- 1996年4月、清風高校に入学。
- 1998年、全日本選手権の種目別あん馬で2度目の優勝。
- 1999年4月、順天堂大学に入学。
- 2002年、全日本選手権の種目別あん馬で3度目の優勝。
- 2002年、釜山アジア大会のあん馬で3位。
- 2002年11月、世界種目別選手権のあん馬で3位。
- 2003年4月、順天堂大学院に入学。
- 2003年8月、世界選手権のあん馬と鉄棒の2種目で優勝。
あん馬では世界選手権・オリンピックを通じて日本人選手史上初の金メダル獲得となった。
- 2003年11月3日、紫綬褒章を受章。
- 2003年、テレビ朝日ビッグスポーツ賞を受賞。
- 2004年6月、2003年度JOCスポーツ賞最優秀賞を受賞。
- 2004年8月16日、アテネオリンピックの男子体操団体で優勝。
- 2004年8月22日、アテネオリンピックの男子体操種目別でもあん馬で3位。
- 2004年9月1日、文部科学大臣顕彰を授与。
- 2004年9月3日、大阪府知事賞詞、大阪スポーツ大賞を受賞。
- 2004年10月21日、千葉県県民栄誉賞を受賞。
- 2004年10月23日、佐倉市市民栄誉賞を受賞。
- 2004年11月3日、前年に続き2度目となる紫綬褒章（飾版）を受章。
- 2004年12月17日、毎日スポーツ人賞・感動賞を男子体操団体チームとして受賞。
- 2005年1月14日、20日、テレビ朝日ビッグスポーツ賞、朝日スポーツ賞を男子体操団体チームとして受賞。
- 2005年1月27日、日本スポーツ賞・オリンピック特別賞を男子体操団体チームとして受賞。
- 2005年6月20日、2004年度JOCスポーツ賞特別栄誉賞を受賞。
- 2005年11月26日、世界選手権のあん馬で3位。
- 2008年8月12日、北京オリンピックの団体で2位。
- 2008年9月8日、大阪スポーツ大賞を受賞。
- 2008年11月15日、豊田国際体操競技大会を最後に引退。種目別あん馬6位。